# Ferdinand Mauler
Ferdinand Mauler (* 14. Januar 1914 in Böhmisch-Liebau; † 21. Februar 1982 in Rosenheim) war ein deutscher Politiker (SPD, später CSU).
Nach dem Besuch der Volks- und Bürgerschule machte Mauler eine dreijährige Lehre zum Gärtner und besuchte danach die Gartenbauschule in Weihenstephan. Den Beruf des Gärtners übte er bis zu seiner Einberufung in den aktiven Militärdienst aus. In der tschechoslowakischen Armee war er bis 1938 tätig, nach seiner Entlassung war er beim Arbeitsdienst und bei der Wehrmacht angestellt, aus der er im März 1945 als Schwerbeschädigter entlassen wurde. Daraufhin arbeitete er bei einer Gemeindebehörde, bis er und seine Familie 1946 vertrieben wurden, sie fand in Flintsbach am Inn-Fischbach im Landkreis Rosenheim eine neue Bleibe. Ferdinand Mauler war nunmehr als Pförtner und Zeichner beschäftigt, ehe er 1951 Parteisekretär der SPD im Unterbezirk Rosenheim wurde. Bereits 1948 stieg er in die Politik ein, war Gemeinde-, Stadt- und Kreisrat sowie zweiter Bürgermeister, außerdem in verschiedenen sozialen Organisationen ehrenamtlich tätig. Von 1958 bis 1970 gehörte er dem Bayerischen Landtag an. 1972 wechselte er von der SPD zur CSU.
Mauler wurde am 9. Juni 1969 mit dem Bayerischen Verdienstorden ausgezeichnet.